# فايزة حسين
فايزة حسين (22 ديسمبر 1937 - 25 مايو 2021) هي مخرجة رسوم متحركة مصرية.

## حياتها
فايزة السيد حسن حسين ولد المنصوره (مصر) 22 ديسمبر 1937، بداية هواية الرسم من عمر سبع سنوات، تخرجت في كلية الفنون الجميلة جامعة حلوان وكانت الرابعة على الدفعة بسـبـب تميزها في الرسم وكان مشروع التخرج فيلم رسوم متحركة عن التفرقة العنصرية في الولايات المتحدة.

## مسيرته
- تدربت في التلفـزيون في قـسم الرسوم المتحركة عام 1963-1964[5][5]
- عينت في الـتليفـزيون عام 1965 في قـسـم الـرسوم المتحركة.
- كان أول عمل لها تنفيذ أفلام تعليم اللغة الفرنسية وكانت الرسومات مرسلة للتليفزيون من باريس وقامت بتحريك الرسومات تحت الكاميرا.
- عملت مساعدة لكبار مخرجى الرسوم المتحركة في مصر منهم:[6]

1. فهمى عبد الحميد
2. سمير محجوب
3. أحمد حسن

- صممت ونفـذت مقدمات البرامج وفقرات الربط بين البرامج التلفزيونية.
- تصميم وتنفيذ وسائل الإيضاح بالرسوم المتحركة لمراحل التعليم المختلفة.
- تنفيذ 72 فيلم مدة الفيلم من 10 الى 15 دقيقة على أفلام ريفرسال في تعليم اللغة العربية.[7]
- قامت بالعمل مساعدة إخراج لبرنامج تسالي إخراج فهمى عبد الحميد
- قامت بالعمل في فوازير رمضان رسم وتحريك إخراج فهمي عبد الحميد 1976.[8]
- إخراج عشر افلام قصيرة لتنظيم الاسرة تحت أشراف هيجنز تحت عنوان أنظر حولك.[9]
- قامت من سنة 1978 إلى سنة 1982 بتنفيذ فقرات تحمل أسم لحظة من فضلك أذيعت ضمن برنامج حياتى إخراج فايزة واصف تتضمن إلقاء الضوء على سلبيات وإيجابياتت المجتمع بالرسوم المتحركة.[10]
- تحولت فقرات لحظة من فضلك بقرار من رئيس الجمهورية إلى برنامج عام للتوعية للمساهمة في تغيير سلوكيات الناس السلبية وشارك فيه على مهيب وفهمي عبد الحميد وبعض شركات الإعلانات وكانت المنسق لهذا البرنامج.[6]
- أنشأت وكالة بيبى فيلم للرسوم المتحركة والصلصال 1984.[11]
- عنيت مدير عام الإدارة العامة للرسوم المتحركة لقطاع الإنتاج سابقاً.[5]
- قامت بجولات فنية في جميع أنحاء العالم "أمريكا – أوربا – أفريقيا"[12]
- أقامت معرض فنى في منظمة الوحدة الافريقيةA.T.O بأثيوبيا عام 1971

## أعمالها
- المشاركة في رسوم وإخراج فيلم صلاة الفجر للسعودية مع فاطمة عبد العزيز 1977
- إخراج برنامج كاريكاتير والذى بدأ في شهر رمضان عام 1984 واستمر يذاع على القناة الأولى والثانية حتى عام 2000 واشتمل على العديد من المسابقات وحقق شهرة وجماهيرية كبيرة.
- إخراج برنامج رسم تحت الكاميرا عام 1988
- حلقات ضحكة ونص عام 1991 رسم تحت الكاميرا 33 حلقة مدة الحلقة دقيقتان إخراج تامر الشرقاوي إنتاج شبكة راديو وتلفزيون العرب.
- منتج منفذ بيبى فيلم. عام 1992
- برنامج "بسمة ورسمة" رسم وتحريك تحت الكاميرا CUT.OUT ) ) 66 حلقة لقناة شبكة راديو وتلفزيون العرب مدة الحلقة خمس دقائق إخراج:- تامر الشرقاوى أشراف
- عام 2000 برنامج خمسة كاريكاتير إنتاج التليفزيون المصرى للرسام تاج (30 حلقة) مدة الحلقة خمس دقائق إخراج تامر الشرقاوى إشراف فايزة حسين.
- رسوم وإخراج فيلم الراقصة سمسه دقيقتان ونصف.
- مرزوق الاسكافى السـلطانية 34 دقيقة. إخراج رسوم متحركة لطفل الكاريكاتير (كنش ما يونش) فقرات داخل برنامج كاريكاتير لمدة 18عاما مدينة الحروف الهجائية 30 حلقة مدة الحلقة 12 دقيقة حواديت جميلة 50 حلقة مدة الحلقة 10 دقائق حلقات آية 30 حلقة مدة الحلقة 10 دقائق
- 1992 فيلم أصحاب الفيل تاليف :- موسى عبد الحفيظ إخراج سامح الشرقاوى إشراف فايزة حسين إنتاج A R T مدة الفيلم 15ق رسوم متحركة.[13]
- فيلم سيدنا شعيب تأليف موسى عـبد الحفيظ إخراج فايزة حسين إنتاج شبكة راديو وتلفزيون العرب منتج منفذ بيبى فيلم مدة الفيلم 23 ق رسوم متحركة.
- فيلم قابيل وهابيل تأليف موسى عبد الحفيظ إخراج سامح الشرقاوى إشراف فايزة حسين منتج منفذ بيبى فيلم.
- فيلم الشجرة المنتصرة تأليف عبد التواب يوسف إخراج فايزة حسين إنتاج أمل عبد الله..الكويت منتج منفذ بيبى فيلم.
- فوازير الصلصال إخراج سـامح الشرقاوى إشراف فايزة حسين إنتاج التليفزيون المصرى.
- عم ادريس بتاع الفوانيس إنتاج شركة صوت القاهرة للصوتيات والمرئيات إخراج سامح الشرقاوي إشراف فايزة حسين.

### أفلام تاريخية[14]
مصطفى كامل - أحمد عرابى- امينة السعيد مدة الفيلم 10 ق تـأليـف وإخـراج فـايزة حسـين رسوم متحركة إنتاج التليفزيون المصرى منتج منفذ بيبى فيلم

### الأغاني
أغنية البطا أطا غناء عبد المنعم مدبولى إنتاج التليفزيون المصرى رسوم وإخراج :-
أغنية سبوع الحفيد إنتاج التليفزيون المصرى غناء عبد المنعم مدبولى رسوم وإخراج
أغنية الوقت إنتاج شبكة راديو وتلفزيون العرب.
أغنية فصول السنة. اغنية الــمــرور.
أغنية بســبـس نو.
أغنية تنظيم الأسرة هيئة اليونسكو.
أغنيات عن الحروف (ألف – باء – ثاء – حاء - سين) تاليف مصـطـفى الشندويلى رسوم وإخراج فايزة حسين إنتاج التليفزيون المصرى
أغنية الـتسامح تـاليـف انـور ليمـونـه الـحان ماجد عرابى رسوم وإخراج فايزة حسين إنتاج بيبى فيلم...جارى المونتاج.
أغنية أحنا الـ28 حروف هجائية تأليف مصطفى الشندويلى رسم وإخراج فايزة حسين
أغنية شجر الورد...... تأليف حسن فايد غناء الطفلة ندى أحمد.
أغنية أحنا رايحين الحضانة تاليف د.عادل معاطى ألحان عصام اسماعيل غناء كورال الأطفال
أغنية حد يدور على أهلينا. تأليف د.عادل معاطى..... ألحان وغناء عصام إسماعيل.
أغنية أنا لبسة أجمل شرنقة تأليف د.عادل معاطى وغناء الطفلة ناريمين نيازى.
أغنية نوسة عروسة تأليف د.عادل معاطى وغناء الطفلة حبيبة

## تترات المسلسلات لقطاع الإنتاج
- تترات للعديد من البرامج التليفزيونية على سبيل المثال برنامج قصة ومؤلف - تتر فيلم اللص والكلاب إخراج محمد فاضل - تترات مسلسل المسحراتى للفنان سيد مكاوى وحلقة رسوم متحركة من المسلسل بعنوان (الاستمارة ركبة الحمارة) - مسلسل قلب الأسد إخراج علوية زكى - مسلسل هو في عينيها إخراج نور الدمرداش - سهرة قصة مدينة إخراج:- حسن عبد الحـافـظ - مسلسل ألف ليلة وليلة إخراج جمال عبد الحميد - مـسلـسـل لعبة الفـنـجرى إخراج عـلوية زكى - سهرة كفر الجنون إخراج حـسـن حـافظ- سهرة لصوص خمس نجوم إخراج:- أشرف فهمى[10]

### الإعلانات
إعلانات لوكالة الاهرام من عام 1979 - إعلانات سخانات استراند - إعلانات مصر للتامين - حلوانى تسيباس – إعلانات بيوتى تاتش - إعلانات لجهاز الخدمة الوطنية – إعلانات لشركة النصر للأجهزة المنزلية.

## جوائز
- ثلاث جوائز في الرسم في المرحلة الثانوية 1956.[15]
- جائزة مالية و شهادة تقدير في الإبداع في الإخراج - مهرجان التليفزيون يوليو 1984 عن برنامج لحظة من فضلك "حلقة عبده الرايق" المدة 45 ثانية رسوم متحركة.
- جائزة فضية من مهرجان سينما الطفل (مارس 1994) لـفـيلم الـشجرة المنتصرة.
- جائزة مالية وشهادة تقدير من التليفزيون العربى (نوفمبر 1994)عن فيلم الشجرة المنتصرة تأليف عبد التواب يوسف.
- جائزة مالية وشهادة تقدير من مهرجان سينما الطفل عن فيلم قصة أصحاب الفيل إخراج سامح الشرقاوى إشراف فايزة حسين.
- جائزة برونزية عن مسلسل مدينة الحروف الهجائية مهرجان سينما الطفل1996.
- جائـزة برونزية مـهـرجـان الـتلـيفزيون 1997 أغـنية الـوقت 3 دقائق.
- جائزة مـاليـة وشـهـادة تـقـدير مـهـرجان الـتلـيفـزيون نوفـمبرعام 1997 أغنية بسبس نو.
- جائـزة ذهـبيـة لـحلقـة حـرف الـحاء مـهـرجـان الــتليفـزيـون 1997.
- جائزة فضية في مهرجان التليفزيون عام 1998 عن أغنية بسبس نو.
- الجائزة الفضية عن مسلسل نور الدين في مدينة النحاس صلصال 1999.
- جائزة الإبداع في الإخراج عن أغنية حرف الحاء..
- جائزة مـالية من مـهـرجـان الـتليفـزيــون 2000.
- جائزة فيلم كأس النيل جائزة ذهبيةعام 2000عن ذكاء المعاقين.
- جائزة ذهبية مهرجان الفيوم لحلقة حرف الألف 2001.
- جائزة ذهبية مهرجان الفيوم لاغنية حرف الحاء 2001.
- جائزة ذهبية مهرجان الفنون السبع لمهرجان مرسى علم بالإشتراك مع جامعة دولة كازاخستان للفنون.